# Hispaniolaamazon
Hispaniolaamazon (Amazona ventralis) är en fågel i familjen västpapegojor inom ordningen papegojfåglar.

## Utseende och läte
Hispaniolaamazonen är en starkt grön papegoja med en kroppslängd på 28–31 cm. Den har i övrigt vit panna, blåfärgade handpennor, rött i stjärten och en rödbrun fläck på buken. Bland lätena hörs olika skrin, i flykten ett trumpetande.

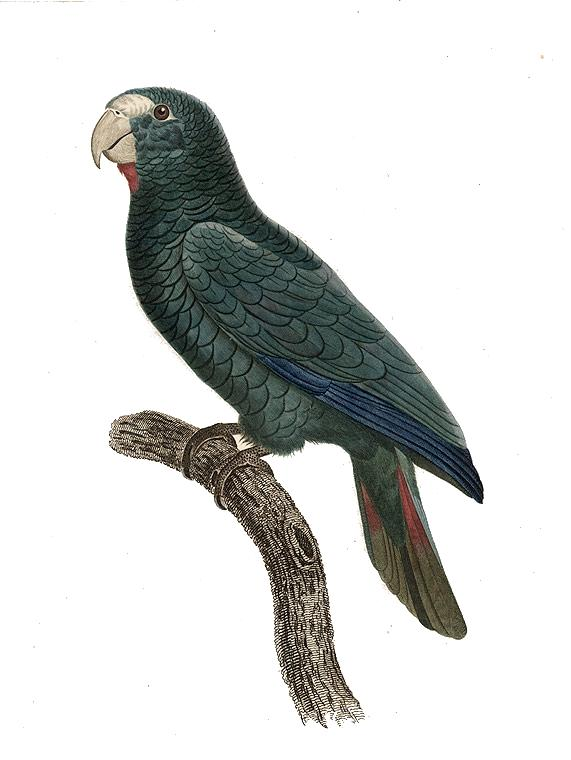

## Utbredning och status
Fågeln förekommer på Hispaniola med satellitöar. Den behandlas som monotypisk, det vill säga att den inte delas in i några underarter.

## Status och hot
Hispaniolaamazonen har en liten världspopulation bestående av uppskattningsvis endast 6 000–15 000 vuxna individer. Den tros också minska i antal. Den är därför upptagen på internationella naturvårdsunionen IUCN:s röda lista över hotade arter, kategoriserad som sårbar (VU).

## Taxonomi och namn
Hispaniolaamazonen beskrevs taxonomiskt som art av Philipp Ludwig Statius Müller 1776. Det vetenskapliga artnamnet ventralis betyder "av buken", syftande på artens mörka fläck. Släktesnamnet Amazona, och därmed det svenska gruppnamnet, kommer av att Georges-Louis Leclerc de Buffon kallade olika sorters papegojor från tropiska Amerika Amazone, helt enkelt för att de kom från området kring Amazonfloden. Ursprunget till flodens namn i sin tur är omtvistat. Den mest etablerade förklaringen kommer från när kvinnliga krigare attackerade en expedition på 1500-talet i området ledd av Francisco de Orellana. Han associerade då till amasoner, i grekisk mytologi en stam av iranska kvinnokrigare i Sarmatien i Skytien. Andra menar dock att namnet kommer från ett lokalt ord, amassona, som betyder "förstörare av båtar".